# Horní Počaply
Horní Počaply település Csehországban, a Mělníki járásban. Horní Počaply Štětí, Liběchov, Libkovice pod Řípem, Bechlín, Dolní Beřkovice és Cítov településekkel határos. Lakosainak száma 1258 fő (2024. január 1.).

## Népesség
A település lakosságának változását az alábbi diagram mutatja:
| Lakosok száma | 1002 | 1073 | 968  | 1105 | 1348 | 1456 | 1309 | 1264 | 1179 | 1258 |
|               | 1869 | 1900 | 1921 | 1961 | 1980 | 2011 | 2016 | 2019 | 2021 | 2024 |